# Acoso físico
El acoso físico  consiste en la persecución ininterrumpida e intrusiva a un sujeto con el que se pretende iniciar o restablecer un contacto personal contra su voluntad. El término se usa en el ámbito de la sociología, psicología, el derecho y las Ciencias naturales.

## Psicología
En psicología se utiliza el término acoso para referirse a un trastorno que sufren algunas personas y que las lleva a espiar a su víctima, seguirlos por la calle, llamarlo por teléfono, mandarle cartas, mensajes sms, regalos, escribiendo su nombre en muros de zonas muy visibles o incluso amenazarla y cometer actos violentos contra el o ella.
Asimismo, este trastorno puede deberse a una obsesión desarrollada hacia la víctima.
También se debe considerar que muchos casos de hostigamiento no necesariamente se derivan de una obsesión personal; se debe recordar que la intención de hostigar es, aparte de conseguir información de la víctima, un recurso para hacerle la vida difícil o hasta imposible. 
Gobiernos, sobre todo autoritarios y totalitarios, usan el acoso como una medida para mantener el control de su país mediante una policía secreta capaz de invadir la vida personal de ciudadanos sospechosos y buscar evidencias que los podrían incriminar. 
Grupos como la SS, la Gestapo, la Checa, la FBI, la CIA y la NKVD son ejemplos notables.

## Delito
El acoso es contemplado en numerosas legislaciones como delito, en España, por ejemplo, se introdujo en 2015, en el artículo 172ter, encuadrado  dentro de los delitos contra la libertad, concretamente en el capítulo tercero “De las coacciones”, establece que "Será castigado con la pena de prisión de tres meses a dos años o multa de seis a veinticuatro meses el que acose a una persona llevando a cabo de forma insistente y reiterada, y sin estar legítimamente autorizado, alguna de las conductas siguientes y, de este modo, altere gravemente el desarrollo de su vida cotidiana:
- La vigile, la persiga o busque su cercanía física.
- Establezca o intente establecer contacto con ella a través de cualquier medio de comunicación, o por medio de terceras personas.
- Mediante  el  uso  indebido  de  sus  datos  personales,  adquiera  productos o mercancías, o contrate servicios, o haga que terceras personas se pongan en contacto con ella.
- Atente contra su libertad o contra su patrimonio, o contra la libertad o patrimonio de otra persona próxima a ella.